# Paolo Capponi
Paolo Capponi (Ascoli Piceno, 25 marzo 1976) è un pesista italiano, tre volte campione nazionale.
Fino al 2012 ha fatto parte del Gruppo Sportivo Fiamme Oro. Dal 2013 gareggia per la società ASD Buni Pubblicità Atletica Vomano.

## Biografia
Cresciuto nella società Asa Ascoli, Capponi ha militato anche nell'Aeronautica, prima di essere reclutato nelle Fiamme Oro di Padova.
In carriera ha vinto tre titoli nazionali assoluti nel getto del peso (2006, 2007, 2008).
Ha raggiunto il suo risultato più importante nel 2001 alla XXI Universiade tenutasi a Pechino dove è stato finalista.
Nell'edizione successiva delle Universiadi si è però fermato nel turno di qualificazione al sedicesimo posto.
Nel 2005 ha partecipato alla Coppa Europa invernale di lanci, a Mersin, classificandosi però solo ventunesimo con la misura di 16,70.
L'anno successivo ha partecipato ancora alla Coppa europea di lanci invernali classificandosi 17º con 17,64.

## Progressione

### Getto del peso outdoor
| Stagione | Risultato | Luogo             | Data      |
| -------- | --------- | ----------------- | --------- |
| 2014     | 16,32 m   | Rovereto          | 19-7-2014 |
| 2013     | 16,29 m   | Milano            | 27-7-2013 |
| 2012     | 17,13 m   | Osimo             | 10-6-2012 |
| 2011     | 17,38 m   | Torino            | 25-6-2011 |
| 2010     | 17,40 m   | Firenze           | 6-6-2010  |
| 2009     | 18,22 m   | Pescara           | 24-5-2009 |
| 2008     | 19,27 m   | Cagliari          | 19-7-2008 |
| 2007     | 19,01 m   | Milano            | 23-6-2007 |
| 2006     | 19,30 m   | Giulianova        | 22-7-2006 |
| 2005     | 17,57 m   | Nereto            | 4-8-2005  |
| 2004     | 17,53 m   | Roma              | 27-6-2004 |
| 2003     | 18,69 m   | Ascoli Piceno     | 25-6-2003 |
| 2002     | 18,49 m   | Viareggio         | 21-7-2002 |
| 2001     | 19,24 m   | Pergine Valsugana | 20-7-2001 |
| 2000     | 18,57 m   | Ascoli Piceno     | 4-8-2000  |
| 1999     | 17,89 m   | Arzignano         | 20-6-1999 |
| 1998     | 17,97 m   | Milano            | 11-6-1998 |
| 1997     | 17,58 m   | Rieti             | 20-9-1997 |
| 1996     | 17,31 m   | Ponzano Veneto    | 12-7-1996 |

### Getto del peso indoor
| Stagione | Risultato | Luogo  | Data      |
| -------- | --------- | ------ | --------- |
| 2012     | 16,85 m   | Schio  | 28-1-2012 |
| 2011     | 17,21 m   | Ancona | 20-2-2011 |
| 2010     | 17,63 m   | Ancona | 28-2-2010 |
| 2009     | 17,70 m   | Torino | 22-2-2009 |
| 2008     | 18,31 m   | Genova | 24-2-2008 |
| 2007     | 18,11 m   | Schio  | 20-1-2007 |
| 2006     | 18,01 m   | Ancona | 19-2-2006 |
| 2005     | 17,24 m   | Rieti  | 30-1-2005 |
| 2003     | 18,13 m   | Ancona | 8-2-2003  |
| 2002     | 18,22 m   | Genova | 17-2-2002 |
| 2000     | 18,06 m   | Genova | 13-2-2000 |
| 1999     | 18,01 m   | Genova | 21-2-1999 |
| 1998     | 18,22 m   | Ancona | 22-2-1998 |
| 1997     | 16,86 m   | Genova | 23-2-1997 |

## Palmarès
| Anno | Manifestazione | Sede    | Evento         | Risultato | Misura  | Note |
| ---- | -------------- | ------- | -------------- | --------- | ------- | ---- |
| 2001 | Universiadi    | Pechino | Getto del peso | 8º        | 18,75 m |      |

## Campionati nazionali
- 3 volte campione nazionale nel getto del peso (2006/2008)

1997
- 12º ai Campionati italiani assoluti indoor, getto del peso - 16,86 m

1999
- 7º ai Campionati italiani assoluti indoor, getto del peso - 18,01 m

2000
- 8º ai Campionati italiani assoluti indoor, getto del peso - 18,06 m
- 4º ai Campionati italiani assoluti, getto del peso - 18,30 m

2002
- 4º ai Campionati italiani assoluti indoor, getto del peso - 18,22 m
- 4º ai Campionati italiani assoluti, getto del peso - 18,49 m

2003
- ai Campionati italiani assoluti indoor, getto del peso - 17,85 m
- ai Campionati italiani assoluti, getto del peso - 18,10 m

2004
- 5º ai Campionati italiani assoluti, getto del peso - 17,10 m

2005
- ai Campionati italiani assoluti indoor, getto del peso - 17,08 m
- 4º ai Campionati italiani assoluti, getto del peso - 17,30 m

2006
- ai Campionati italiani assoluti indoor, Getto del peso - 18,01 m
- ai Campionati italiani assoluti, getto del peso - 18,98 m

2007
- ai Campionati italiani assoluti indoor, getto del peso - 18,10 m
- ai Campionati italiani assoluti, getto del peso - 18,98 m

2008
- ai Campionati italiani assoluti indoor, getto del peso - 18,31 m
- ai Campionati italiani assoluti, getto del peso - 19,27 m

2009
- 4º ai Campionati italiani assoluti indoor, getto del peso - 17,70 m
- ai Campionati italiani assoluti, getto del peso - 17,92 m

2010
- 4º ai Campionati italiani assoluti indoor, getto del peso - 17,63 m

2011
- 4º ai Campionati italiani assoluti indoor, getto del peso - 17,21 m
- 4º ai Campionati italiani assoluti, getto del peso - 17,38 m

2012
- 6º ai Campionati italiani assoluti indoor, getto del peso - 16,44 m
- 7º ai Campionati italiani assoluti, getto del peso - 17,09 m

2013
- 6º ai Campionati italiani assoluti, getto del peso - 16,29 m

2014
- 4º ai Campionati italiani assoluti, getto del peso - 16,32 m

## Altre competizioni internazionali
2005
- 21º in Coppa Europa invernale di lanci ( Mersin), getto del peso - 16,70 m

2006
- 17º in Coppa Europa invernale di lanci ( Tel Aviv), getto del peso - 17,64 m

2007
- 6º in Coppa Europa ( Milano), getto del peso - 19,01 m
- 6º al DécaNation ( Parigi), getto del peso - 18,19 m

2008
- 8º in Coppa Europa ( Annecy), getto del peso - 18,09 m

2011
- 5º al CAA Grand Prix ( Brazzaville), getto del peso - 18,30 m